# Harpactocrates trialetiensis
Harpactocrates trialetiensis är en spindelart som beskrevs av Tamara Mcheidze 1997. Harpactocrates trialetiensis ingår i släktet Harpactocrates och familjen ringögonspindlar. Inga underarter finns listade i Catalogue of Life.